# Thermalright
Thermalright – przedsiębiorstwo produkujące radiatory do komputerów stacjonarnych. Produkty są przeznaczone głównie dla entuzjastów podkręcania i wyciszania komputera. Oferta firmy składa się z radiatorów na procesory, karty graficzne, RAM i płyty główne. Thermalright tworzy przede wszystkim radiatory, które mogą być używane pasywnie (bez wentylatorów), można jednak dołączyć aktywne chłodzenie dla uzyskania wyższej wydajności. Produkty zgodne są z normą ISO-9000.
W testach przeprowadzonych w 2008 roku przez "Tygodnik Komputerowy" polegających na porównaniu temperatur procesora chłodzonego różnymi wentylatorami modele Thermalright zajęły czołowe miejsca.

## Produkty
- 2001: SK6
- 2002: AX7
- 2002: SLK800
- 2003: SP94
- 2004: XP120
- 2005: Ultra120
- 2005: HR-01
- 2006: Ultra120 extreme
- 2010: HR-02